# 2013 BS45
2013 BS45, também escrito como 2013 BS45, é um asteroide Aton em órbita em torno do Sol, possuindo uma ressonância com a órbita da Terra. Ele é um companheiro da Terra em uma órbita ferradura, assim como 3753 Cruithne. 2013 BS45 tem uma magnitude absoluta de 25,9 o que dá um diâmetro característico de 30 metros.

## Descoberta
2013 BS45 foi descoberto no dia 20 de janeiro de 2013, pelo astrônomo James V. Scotti através do projeto Spacewatch.

## Características orbitais
A órbita de 2013 BS45 tem uma excentricidade de 0,0839911 e possui um semieixo maior de 0,9974110 UA. O seu periélio leva o mesmo a uma distância de 0,9136373 UA em relação ao Sol e seu afélio a 1,0811847 UA.